# Charles Hatchett
Charles Hatchett (Londres, 2 de janeiro de 1765 — Londres, 10 de março de 1847) foi um químico inglês, que descobriu o elemento químico nióbio.
Em 1801, trabalhando para o Museu Britânico em Londres, analisou um pedaço do mineral columbita da coleção do museu. A columbita revelou-se um mineral complexo, porém Hachett descobriu que continha uma “terra nova” que implicava na existência de um novo elemento. Hatchett denominou este elemento de ‘’columbium’’ (Cb). Em 26 de novembro deste mesmo ano anunciou a sua descoberta perante a Royal Society. O elemento posteriormente foi redescoberto e renomeado como “niobium’’ (Nb).
Mais tarde encerrou seus trabalhos como químico e dedicou-se em tempo integral aos negócios da família.

## Prêmio Charles Hatchett
O Institute of Materials, Minerals and Mining (Londres) concede anualmente, a partir de 1979, o “Prêmio Charles Hatchett” ao químico "autor do melhor artigo sobre ciência e tecnologia do nióbio e das suas ligas".